# Symboles yiddish

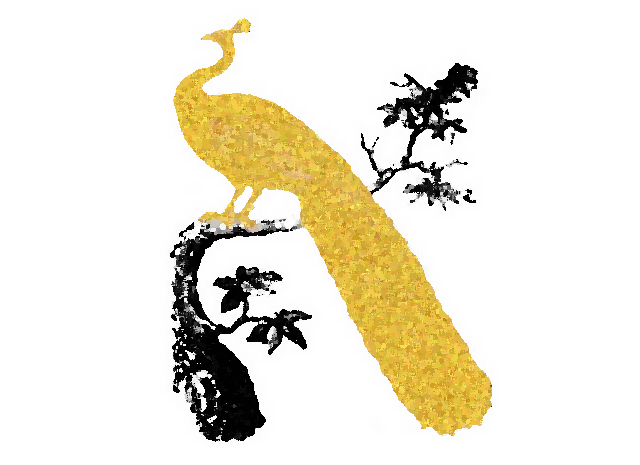
Le paon doré est un symbole yiddish populaire.

Un certain nombre de symboles yiddish sont apparus pour représenter la langue et le mouvement yiddish au cours de l'histoire. Cependant, faute d’autorité centrale, ils n’ont pas eu l’importance de ceux du renouveau hébreu et des symboles sionistes d’Israël. Plusieurs symboles yiddish sont tirés de chansons yiddish de la tradition klezmer.
Le poème Di Goldene Pave (en) d'Itsik Manger a popularisé le symbole du paon doré ; quant à la chanson Raisins et Amandes, elle popularise celui de la chèvre, répondant à la chèvre de Chad Gadya. Ces symboles sont utilisés par de nombreux éléments culturels yiddish.

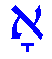
Le Komets-alef est une lettre distinctive en yiddis.

La chanson Oyfn Pripetshik met en valeur komets-alef comme une lettre distinctive de l'orthographe yiddish. Cette lettre particulière (אָ) est également utilisé pour représenter le yiddish sur Duolingo, en remplacement du drapeau yiddish noir et blanc et frappé d'une menorah, promu par un utilisateur de Wikimedia Commons.

## Drapeaux
Il n'existe pas de drapeau ethnique ni historique pour les locuteurs du yiddish. Au XXIe siècle, quelques propositions mineures ont cependant été émises dans ce sens, comme par exemple pour la création d'icônes vexillologiques pour les langues.

Le drapeau komets alef, utilisé par Duolingo pour les cours de yiddish[6].
Proposition de drappeau yiddish, utilisé provisoirement sur Duolingo[6].
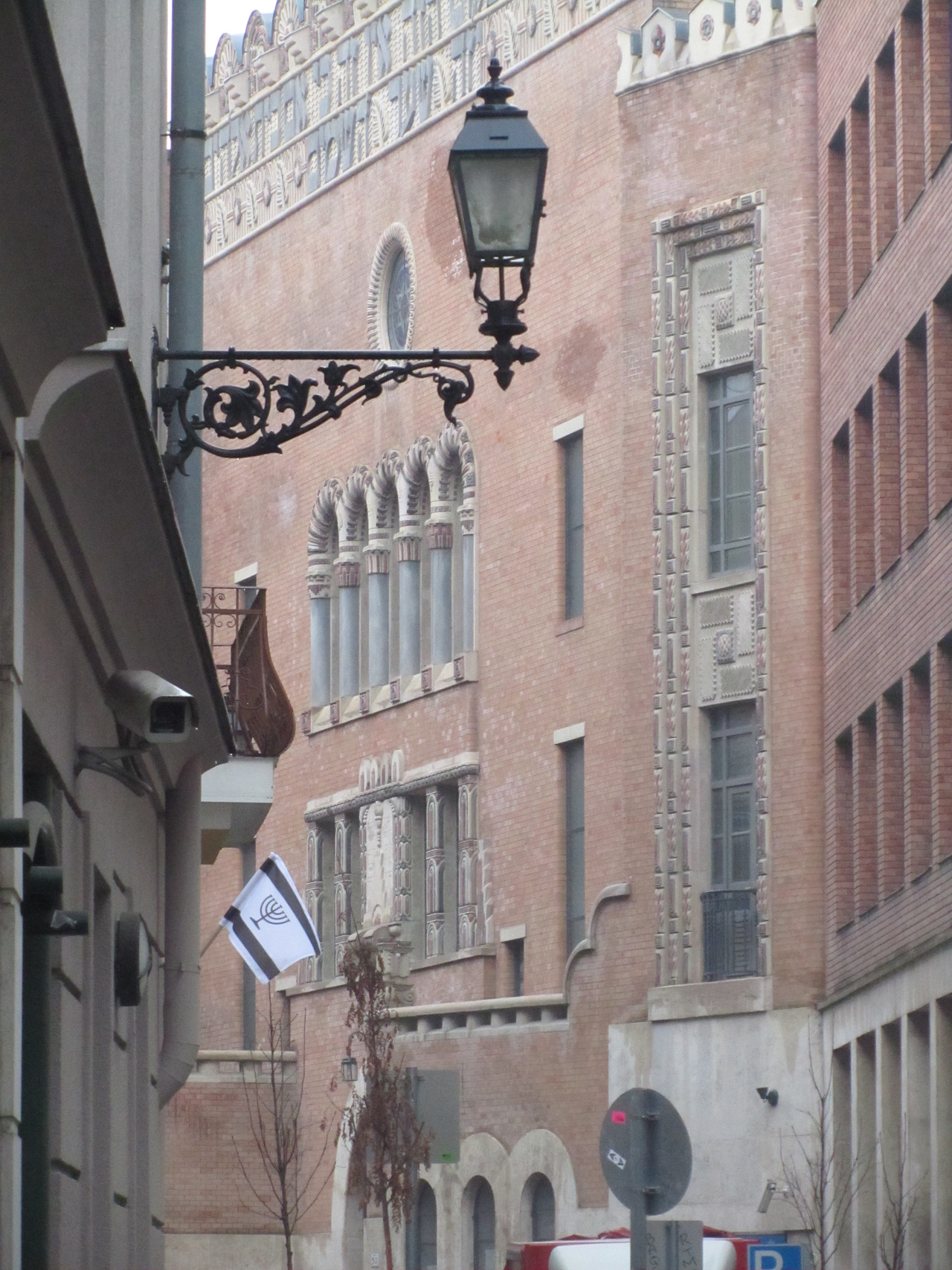
Le drapeau yiddish flottant devant une synagogue.

## Voir également
- Yiddishkeit